# بياتا بوهاس
بياتا بوهاس (بالمجرية: Bohus Beáta)‏ مواليد 25 أبريل 1971 في المجر، هي لاعبة كرة يد مجرية سابقة أصبحت مدربة. مثلت منتخب المجر لكرة اليد للسيدات في 69 مباراة. شاركت في دورة الألعاب الأولمبية الصيفية سنة 2004. حققت المركز الثاني في بطولة العالم لكرة اليد للسيدات 2003.

## الميداليات
| الميدالية | المسابقة                            |
| --------- | ----------------------------------- |
| فضية      | بطولة العالم لكرة اليد للسيدات 2003 |
| برونزية   | بطولة أوروبا لكرة اليد للسيدات 2004 |

## روابط خارجية
- بياتا بوهاس على موقع أوليمبيديا (الإنجليزية)